# دی‌آنجلو راسل
دی‌آنجلو راسل (انگلیسی: D'Angelo Russell؛ زادهٔ ۲۳ فوریهٔ ۱۹۹۶) یک بازیکن بسکتبال اهل ایالات متحده آمریکا است. از باشگاه‌هایی که در آن بازی کرده‌است می‌توان به لس آنجلس لیکرز و بروکلین نتس و گلدن استیت واریرز و مینسوتا تیمبرولوز اشاره کرد.